# جون بويز
جون بويز (بالإنجليزية: John Boyes)‏ هو عازف قيثارة ومصور بريطاني، ولد في 31 أغسطس 1966.

## وصلات خارجية
- جون بويز على موقع ميوزك برينز (الإنجليزية)
- جون بويز على موقع ديسكوغز (الإنجليزية)